# Camponotus maxwellensis
Camponotus maxwellensis är en myrart som beskrevs av Auguste-Henri Forel 1913. Camponotus maxwellensis ingår i släktet hästmyror, och familjen myror. Inga underarter finns listade.